# Ranieri dal Borgo
Il beato Ranieri dal Borgo (Sansepolcro, ... – Sansepolcro, 1º novembre 1304) è stato un religioso italiano.
Frate francescano, visse a Borgo San Sepolcro a stretto contatto con i poveri, ragione per cui fu venerato dal popolo come santo fin dal momento della morte, avvenuta il 1º novembre 1304. Pochi giorni dopo il Comune fece erigere in suo onore un altare monumentale tuttora presente nella Chiesa di San Francesco.
Ranieri, che è invocato dalle partorienti perché fra i miracoli a lui attribuiti figura la resurrezione di due bambini, fu beatificato nel 1802 da papa Pio VII. Il corpo del beato, imbalsamato, è conservato nella cripta della chiesa di San Francesco.
Nel 2004, in occasione del settecentesimo anniversario della morte del beato Ranieri, il Comune di Sansepolcro ha fatto rifondere la campana Raniera a lui dedicata che, già dal 1314, era ospitata nel campanile della chiesa di San Francesco. Ad ogni nascita viene fatta suonare per annunciare il lieto evento.